# Kazuno

Kazuno (鹿角市 Kazuno-shi?) este un municipiu din Japonia, prefectura Akita.